# Villalbe
Villalbe est un hameau de Carcassonne, département de l'Aude, dans la région Occitanie
Ses habitants sont appelés les Villalbois. Carcassonne compte quatre autres hameaux dont Montredon, Montlegun, Maquens et Grèzes-Herminis
Élevé sur un petit plateau qui domine la plaine au sud-ouest de Carcassonne, Villalbe confronte: à l'est la route départementale 118, au sud la Haute-Vallée de l'Aude, à l'ouest le Razès et au nord, la montagne noire.

## Origine du nom
Le nom de Villalbe serait dérivé du latin Villa alba signifiant Ville blanche, sans qu'il ne soit toutefois possible de l'attribuer à la couleur de la pierre ayant servi à l'édification des maisons. Ces constructions ont été bâties au cours des âges en grès du pays ; à lui seul, la principale source d'approvisionnement en matière première. Nous ne pouvons qu'émettre des suppositions en rapport avec l'origine romaine d'un habitat, dont on aurait trouvé des traces au centre du hameau et dans un champ à proximité du domaine de Saint-Geniès[réf. souhaitée].

## Histoire
Les origines fort lointaines de Villalbe, nous apprennent que le village était divisé en deux territoires distincts: Villa alba superiori et Villa alba inferiori. Toutefois, jusqu’à la Révolution française, Villalbe-Haute et Villalbe-Basse ne formaient qu’une seule et même paroisse sur laquelle le clergé  contrôlait la vie politique et exerçait le pouvoir judiciaire. Ce n’est qu’au moment de la réorganisation administrative de la France avec la création des communes proclamée par la loi du 14 décembre 1789, que Villalbe devient un hameau de Carcassonne  [réf. souhaitée] .

## Villa alba superiori

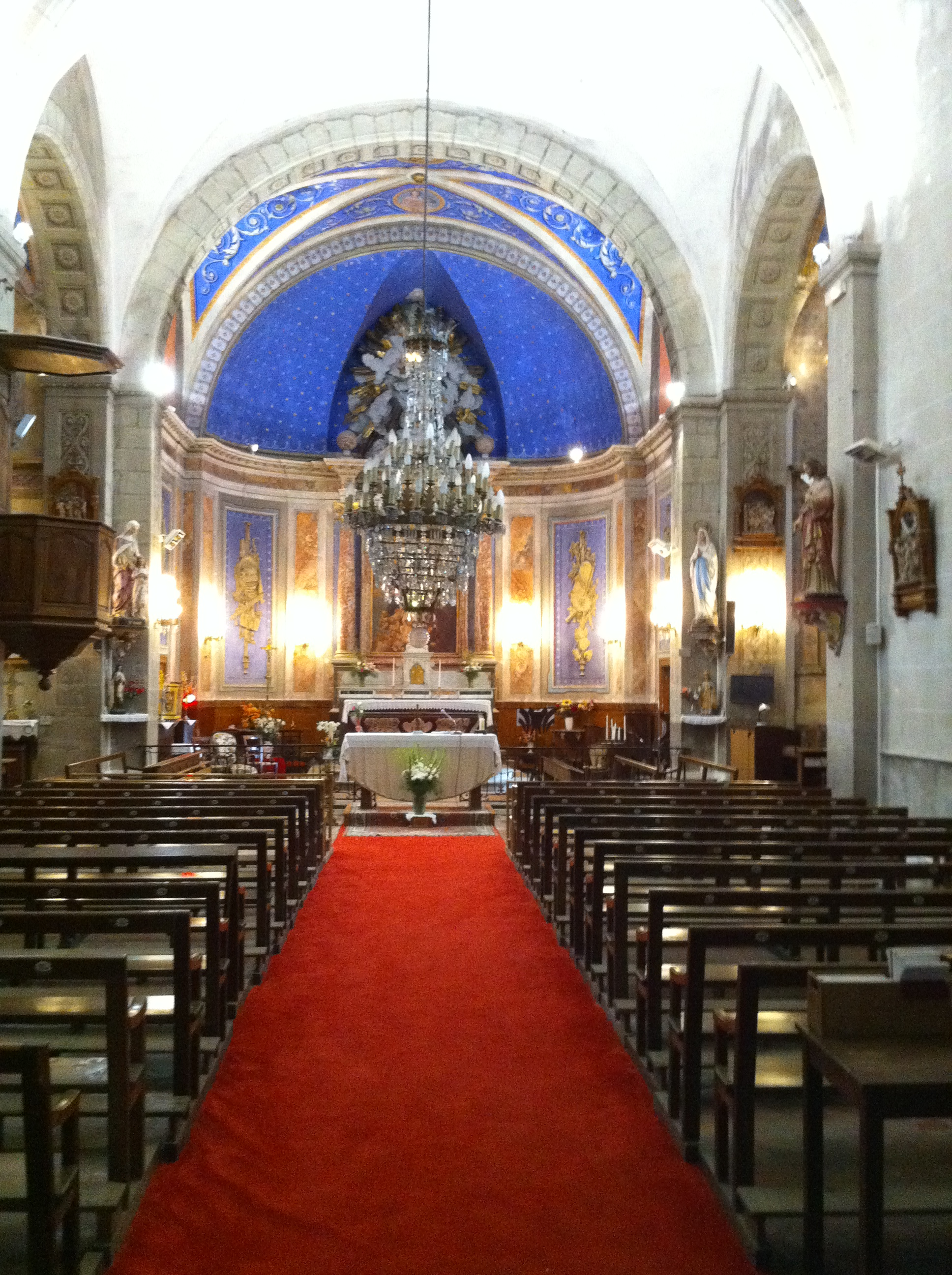
Église Notre-Dame construite en 1784

Il s’agit de l’actuel vieux village, mentionné dès 912 comme propriété du monastère de Mallasi (Montolieu) qui l’échangea en 931 avec Gimer, évêque de Carcassonne. Au XIIIe siècle, l’évêché possédait Villalbe-Haute qui passa ensuite dans la propriété du roi. Ce dernier l’offrit en 1234 au chevalier Pierre-Martin de Châteauneuf qui en devint le seigneur. La seigneurie de Villalbe-Haute fut tour à tour aux mains de la Maison de Voisins en 1296, puis de la Maison Sire en 1386. Elle devint ensuite une dépendance de la baronnie de Couffoulens, châtellenie de Montréal.
Guillaume Castanier d’Auriac, baron de couffoulens, fut le dernier seigneur de Villalbe-Haute[réf. souhaitée].

## Villa alba inferiori
Villalbe-Basse était une seigneurie particulière comprenant le magnifique domaine appelé de nos jours, « Le chapitre ». L’église paroissiale, mentionnée en 1116, 1140 et 1176, était située entre les deux villages et en bordure de l’actuelle route de Limoux. Elle fut dans un premier temps placée sous l’invocation de Saint-Pierre, puis sa dédicace changea pour la vierge Marie, quand Gimer en prit possession. C’était anciennement un prieuré attaché à une place de chanoine du chapitre cathédral. Béranger de Rochefort en était pourvu lorsqu’il fut nommé à l’évêché de Carcassonne, ce qui remonte à l’année 1202.

### Personnalités liées au hameau
- Martial Andrieu, né en 1971, artiste lyrique et écrivain.